# Elizabeth Daily
Pour les articles homonymes, voir Daily.
Elizabeth Ann Guttman, connue sous les noms de scène Elizabeth Daily et E.G. Daily, est une actrice et chanteuse américaine, née le 11 septembre 1961 à Los Angeles, en Californie (États-Unis).

## Biographie
Époux : Rick Salomon (m. 1995–2000)

## Filmographie

### Cinéma
- 1981 : Street Music : Sadie
- 1982 : The Escape Artist : Sandra
- 1982 : Ladies and Gentlemen, The Fabulous Stains : La serveuse du motel
- 1982 : Wacko : Bambi
- 1983 : Nuit noire (One Dark Night) : Leslie Winslow
- 1983 : Valley Girl : Loryn
- 1983 : Funny Money : Cass
- 1984 : Les Rues de feu (Streets of Fire) : Baby Doll
- 1984 : Une affaire à suivre (No Small Affair) : Susan
- 1985 : Une bringue d'enfer (Fandango) : Judy
- 1985 : Pee-Wee Big Adventure (Pee-Wee's Big Adventure) : Dottie
- 1985 : Gagner ou Mourir (Better Off Dead...) : Elle-même
- 1988 : Panics : Lana
- 1989 : Loverboy : Linda
- 1991 : Sacré sale gosse (Dutch) : Hailey
- 1991 : Dogfight : Marcie
- 1992 : Lorenzo (Lorenzo's Oil) : La voix de Lorenzo Odone
- 1994 : Les Chenapans (The Little Rascals) : La voix de Froggy
- 2005 : The Devil's Rejects : Candy
- 2006 : Cutting Room : Joanne Kramer
- 2006 : Potheads: The Movie : Mme B. Johnson
- 2006 : Mustang Sally : Mustang Sally
- 2006 : Pledge This: Panique à la fac ! : Catherine Johnson
- 2007 : White Air : La mère d'Alex
- 2009 : Ma vie pour la tienne (My Sister's Keeper) : L'infirmière Susan
- 2011 : Boy Toy : Helen
- 2012 : Yellow : tante Netty
- 2016 : 31 : Sex Head

### Télévision

#### Séries télévisées
- 1980 : The Righteous Apples : Sandy Burns
- 1991-2004 : Les Razmoket (Rugrats) : Tommy Cornichon / Voix diverses
- 1996 : Friends : Leslie
- 2011 : Mentalist (The Mentalist) : Rusty (saison 4 épisode 4)

#### Téléfilms
- 1992 : Contamination mortelle (Condition: Critical) : Myra
- 1993 : Le Berceau vide (Empty Cradle) : Theresa Richland

## Anecdote
Elizabeth Daily a joué dans un épisode de la série Friends, mais en tant que chanteuse confirmée, c'est elle qui interprète la chanson Smelly Cats, du personnage Phoebe Buffay, en version « clip vidéo pour une publicité ».

## Discographie

### Albums
| Date de sortie | Titre                  | Label       |
| -------------- | ---------------------- | ----------- |
| 1985           | Wild Child             | A&M Records |
| 25 mai 1989    | Lace Around the Wound  | A&M Records |
| 13 avril 1999  | Tearing Down the Walls | A&M Records |

### Simples
| Date de sortie | Titre                              | Classement des ventes | Classement des ventes | Classement des ventes              | Classement des ventes |
| Date de sortie | Titre                              | Hot 100               | Hot R&B/Hip-Hop Songs | Hot Dance Music/Maxi-Singles Sales | Hot Dance Club Play   |
| -------------- | ---------------------------------- | --------------------- | --------------------- | ---------------------------------- | --------------------- |
| 1986           | Say It, Say It Love in the Shadows | no 70 -               | no 71 -               | no 4 no 14                         | no 1 no 6             |
| 1987           | Mind Over Matter                   | -                     | -                     | no 17                              | no 7                  |
| 1989           | Say It, Say It Love in the Shadows | -                     | -                     | -                                  | no 33                 |
| 2003           | Changing Faces                     | -                     | -                     | -                                  | -                     |
| 2008           | Beautiful                          | -                     | -                     | -                                  | no 19                 |